# Гутьеррес Алеа, Томас
Томас Гутьеррес Алеа (исп. Tomás Gutiérrez Alea; 11 декабря 1928, Гавана — 16 апреля 1996, там же) — кубинский кинорежиссёр документального и игрового кинематографа, авторитетный представитель так называемого третьего кинематографа.

## Биография
Из обеспеченной семьи. В юности несколько лет занимался музыкой. Рано увлекся кино, но, идя по стопам отца, окончил юридический факультет Гаванского университета (1951 год). Уехал учиться в Экспериментальный центр кинематографии в Риме (1951—1953). Начинал как документалист. Испытал влияние итальянского неореализма, Луиса Бунюэля, Сергея Эйзенштейна. После Кубинской революции стал одним из основателей Киноинститута Кубы (INCAIC), в котором много лет преподавал. Неоднократно представлял Кубу и Латинскую Америку на зарубежных кинофестивалях и конференциях деятелей культуры. В 1963 с фильмом «Двенадцать стульев» (по роману И. Ильфа и Е. Петрова) приезжал в Москву.
Похоронен на гаванском кладбище Колумба.

## Творчество
Гутьеррес Алеа — один из крупнейших кинолетописцев кубинской реальности накануне и после революции. Его фильмы отличались социально-критической направленностью, склонностью к абсурдизму и чёрному юмору, но в целом не входили в прямое столкновение с идеологией и цензурой правительства Фиделя Кастро.

## Фильмография
- La caperucita roja (1947, короткометражный, юмористический)
- El fakir (1947, короткометражный, юмористический)
- Una confusión cotidiana (1950, по новелле Кафки, короткометражный, в соавторстве с Нестором Альмендросом)
- Il sogno de Giovanni Bassain (1953)
- Эль Мегано / El Mégano (1955, документальный, о жизни шахтёров, в соавторстве с Хулио Гарсиа Эспиносой, фильм арестован полицией)
- La toma de La Habana por los ingleses (1958, документальный)
- Эта земля наша / Esta tierra nuestra (1959, документальный)
- Рассказы о революции / Historias de la revolución (1960, премия Союза писателей СССР за сценарий)
- Asamblea general (1960, документальный)
- Смерть интервенту! / Muerte al invasor (1961, документальный, с Сантьяго Альваресом)
- Двенадцать стульев / Las doce sillas (1962, по роману И.Ильфа и Е.Петрова)
- Кумбите / Cumbite (1964, по роману Жака Румена)
- Смерть бюрократа / Muerte de un burócrata (1966, сатирический, специальная премия жюри Карловарского МКФ)
- Воспоминание об отсталости / Memorias del Subdesarrollo (1968, по роману Эдмундо Десноэс[исп.]а, две премии МКФ в Карловых Варах)
- Кубинское сражение против демонов / Una pelea cubana contra los demonios (1971, исторический, по книге Фернандо Ортиса, среди сценаристов Мигель Барнет, Хосе Триана)
- El arte del tabaco (1974, документальный)
- Последний ужин / La última cena (1976, исторический, премия зрительских симпатий на МКФ в Сан-Паулу)
- De cierta manera (1977)
- Выжившие (в советском прокате — Осуждённые на одиночество) / Los sobrevivientes (1979, номинация на Золотую пальмовую ветвь Каннского МКФ, Золотая медаль МКФ в Дамаске)
- Hasta cierto punto (1983, автобиографический, Бронзовая медаль МКФ в Дамаске)
- Cartas del parque (1988, сценарий Габриэля Гарсии Маркеса)
- Contigo en la distancia (1991, по рассказу Гарсии Маркеса)
- Клубника и шоколад / Fresa y chocolate (1993, в соавторстве с Хуаном Карлосом Табио, номинация на премию Оскар за лучший зарубежный фильм, премия Ассоциации кинокритиков Аргентины Серебряный кондор за лучший зарубежный фильм, специальная премия жюри и премия Тедди Берлинского МКФ, специальная премия жюри МКФ Санденс)
- Гуантанамера / Guantanamera (1995, в соавторстве с Хуаном Карлосом Табио, по сценарию Элисео Альберто, номинация на Золотого льва Венецианского МКФ, почётное упоминание МКФ Санденс)

## Теоретические работы
- Dialéctica del espectador. La Habana: Unión de Escritores y Artistas de Cuba, 1982 (изд. на итал. и англ. яз)

## Признание
Номинант и лауреат национальных и международных кинопремий. Премия Министерства культуры Кубы за вклад в национальную культуру (1981). Премия кубинской критики за книгу Диалектика наблюдателя (1983). Высший знак государственного отличия — кубинский орден Феликса Варелы первой степени (1988). Ретроспективы фильмов режиссёра были представлены в Нью-Йорке (1985, 1995), в Британском киноинституте в Лондоне (1989), в Испании и Франции (1994), Индии (2001).